# Yang Shen-sum
Yang Shen-sum (chiń. upr. 杨善深; chiń. trad. 楊善深; pinyin Yáng Shànshēn; ur. 1913 w prowincji Guangdong, zm. 15 maja 2004 w Hongkongu) – chiński artysta malarz, jeden z czołowych twórców szkoły Lingnan.
Od 1930 roku mieszkał w Hongkongu, w latach 30. odbył studia artystyczne w Kioto (Japonia). Pierwsza wystawa jego prac miała miejsce w 1934 roku. Od 1988 roku mieszkał na stałe w Kanadzie, zmarł na atak serca w czasie wizyty w Hongkongu.
Był czołowym przedstawicielem chińskiego południowego stylu malarstwa Lingnan, łączącego w sobie techniki tradycyjne z elementami japońskimi oraz wpływami realizmu malarstwa zachodniego. W swoich pracach przedstawiał przede wszystkim zwierzęta, ptaki, pejzaże.
Jedną z jego najbardziej znanych prac jest malowidło Evergreen Forever (2002), umieszczone w Wielkiej Hali Ludowej w Pekinie.